# Carla Maliandi
Carla Maliandi (Venezuela, 26 de octubre de 1976) es una escritora, dramaturga, directora teatral y docente argentina.

## Biografía
Carla Maliandi nació en Venezuela el 26 de octubre de 1976. En la Universidad Nacional de las Artes completó sus estudios de grado y posgrado en Actuación.
Estrenó siete obras de teatro y participó en diversos festivales teatrales de Buenos Aires, nacionales e internacionales. Su primera novela, La habitación alemana, fue publicada en 2017 y traducida al inglés, francés y alemán. La misma cosechó buenas critícas por parte del público y la crítica.
En 2021 Maliandi publicó su segunda novela, La estirpe.

## Obra

### Novelas
- 2017: La habitación alemana
- 2021: La estirpe

### Teatro
- 2003: Lo que quise yo
- 2005: Por la sombra
- 2008: Aeropuerto
- 2012: Contusión
- 2015: La tercera posición